# 佐々木俊一
佐々木 俊一（ささき しゅんいち、1907年（明治40年）9月27日 - 1957年（昭和32年）1月27日）は戦前･戦後に活躍した作曲家。

## 生涯
福島県双葉郡浪江町出身。本名は佐々木駿一（読みは同じ）。東洋音楽学校（現 東京音楽大学）でチェロを学ぶ。同期生に万城目正がいた。卒業後は万城目と共に浅草の映画館のオーケストラ・ボックスで働く。その後、レコードに興味を持ってからは、作曲家を目指す。レコード会社に就職するためにドラムを稽古し、日本ビクターにドラムとして入社。バンドの仕事の合間に作曲をしていた。
そして1932年、作曲家第1作となった「涙の渡り鳥」が大ヒット。同年、小唄勝太郎が歌った「島の娘」が大ヒットし、うぐいす芸者黄金時代を築くきっかけになった等、たちまち佐々木はビクターのヒット･メーカーとなった。その後は作詞家・佐伯孝夫とタッグを組み、「僕の青春」、「無情の夢」、「燦めく星座」、「新雪」、「明日はお立ちか」、「月よりの使者」、「桑港のチャイナタウン」、「アルプスの牧場」、「高原の駅よ、さようなら」、「野球小僧」が戦前･戦後を通して、相次いでヒットする。
1957年1月27日死去。49歳没。酒と女をこよなく愛し、豪快に生きた生涯だった。1963年にその功績をたたえ、浪江町大堀に地元有志によって「高原の駅よ、さようなら」の譜碑が建立された。

## エピソード
- デビュー作であり出世作となった「涙の渡り鳥」は最初にメロディーを作った佐々木が人気作詞家・西條八十にビクターの廊下で直接譜面を渡し、無名の作曲家の作品ながらも佐々木の真摯な態度に西条は作詞を引き受けたという。また「泣くのじゃないよ、泣くじゃないよ」のフレーズは最初から佐々木によって譜面に書かれていたもので、文法的におかしいと注意した西条に、佐々木はこのままにするよう懇願し、結局は西条が折れる形となった。
- また佐々木は作曲する際に、必ず猥褻な歌詞を作ってから、曲を作ったという。そして作詞家にその字脚で詩を作ってくれるよう頼んだという。

## 主な作品
- 「涙の渡り鳥」（作詞：西条八十、歌：小林千代子）
- 「島の娘」（作詞：長田幹彦、歌：小唄勝太郎）
- 「僕の青春」（作詞：佐伯孝夫、歌：藤山一郎）
- 「東京セレナーデ」（作詞：佐伯孝夫、歌：山口淑子 (李香蘭)）
- 「無情の夢」（作詞：佐伯孝夫、歌：児玉好雄）
- 「雨の酒場」（作詞：佐伯孝夫、歌：灰田勝彦）
- 「あなたなしでは」（作詞：佐伯孝夫、歌：能勢妙子）
- 「長崎物語」（作詞：梅本三郎、歌：由利あけみ）
- 「燦めく星座」（作詞：佐伯孝夫、歌：灰田勝彦）
- 「新雪」（作詞：佐伯孝夫、歌：灰田勝彦）
- 「愛馬とともに」 (作詞 : 佐伯孝夫、歌 : 楠木繁夫)
- 「明日はお立ちか」（作詞：佐伯孝夫、歌：小唄勝太郎）
- 「月よりの使者」（作詞：佐伯孝夫、歌：竹山逸郎、藤原亮子）
- 「別れの夜汽車」（作詞：佐伯孝夫、歌：竹山逸郎）
- 「桑港のチャイナタウン」（作詞：佐伯孝夫、歌：渡辺はま子）
- 「アルプスの牧場」（作詞：佐伯孝夫、歌：灰田勝彦）
- 「高原の駅よ、さようなら」（作詞：佐伯孝夫、歌：小畑実）
- 「野球小僧」（作詞：佐伯孝夫、歌：灰田勝彦）
- 「お俊恋唄」（作詞：吉川静夫、歌：榎本美佐江）
- 「南海ホークスの歌」（作詞：佐伯孝夫、南海ホークス球団歌）
- 「赤い灯青い灯」 （作詞：佐伯孝夫、歌：徳山 璉）